# Марсель Лефевр
Марсель Лефевр (фр. Marcel Lefevre; (нар. 17 березня 1918 — 5 червня 1944) — французький льотчик, Герой Радянського Союзу (1945, посмертно). У ході Другої світової війни був одним з льотчиків винищувального авіаполку «Нормандія-Німан».

## Життєпис
Марсель Лефевр народився 17 березня 1918 року в Лез-Анделі (Департамент Ер Франції) у багатодітній робітничо-селянській родині.
У віці 18 років почав проходити службу у ВПС Франції. 1937 року закінчив льотну школу на півдні Франції, з 1939 року був інструктором у військово-авіаційному училищі «Салон де Провенс». Отримавши звання сержанта, служив у складі підрозділу GC II/3 «Dauphine».
Не бажаючи продовжувати військову службу під режимом Віші, 14 жовтня 1941 року Марсель Лефевр на одному з винищувачів разом з Марсель Альбером і Альбертом Дюраном перелетів з Алжиру в Гібралтар. Потім перебрався до Великої Британії, де приєднався до Вільних французьких сил. Деякий час був льотчиком ескадрильї Королівських ВПС, брав участь в бойових діях. Після втечі з Африки, уряд Віші заочно засудив Лефевра до смертної кари.
Дізнавшись, що формується група льотчиків для відправи до Східного фронту, Марсель став одним з перших її добровольців. Можливо, саме Лефевр запропонував дати французькій ескадрильї ім'я своєї батьківщини — провінції Нормандія. За більш ніж рік війни на новому фронті Лефевр встиг провести 105 успішних бойових вильотів, брав участь у 30 повітряних боях, в яких збив 11 ворожих літаків (8 особисто і 3 в групі) і 2 підбив.
28 травня 1944 року, під час патрулювання в районі Вітебська на Як-9, Лефевр помітив витік бензину після обстрілу його літака зенітками противника. Французький льотчик зумів довести літак до свого аеродрому, проте при приземленні літак загорівся. Техперсонал аеродрому зміг дістати Лефевра з-під охопленого полум'ям літака, та до того часу він вже отримав надто сильні опіки, і за 7 днів помер у шпиталі.

## Нагороди та звання
4 червня 1945 року за мужність, героїзм і військову доблесть, проявлені в боях з німецькою армією громадянину Французької республіки старшому лейтенанту Лефевру Марселю посмертно присвоєно звання Героя Радянського Союзу. Також був удостоєний багатьох радянських та французьких нагород.